# Tobi Schlegl
Tobias Schlegl (Köln, 1977. szeptember 30. –) német énekes, zenész, színész, rádió- és televíziós műsorvezető.

## Élete
Tobias 13 évesen bűvészként dolgozott a németországi Magic Circle-ban, majd 1993-ban megalapította saját zenekarát, mely zeneileg nagymértékben a német Die Ärzte zenekar stílusához hasonlított.
Tobinak egy lánya van. 2007. december 23-tól tagja az Attac antiglobalizációs hálózatnak.

## Karrierje
1995-ben a német VIVA Tv műsorvezető válogatásán 4000 pályázó közül választották ki, és a VIVA Interaktív című műsorát vezette. Két évvel később Kölnben szerzett diplomát, és elkészítette közös dalát a Noble Savages duóval is.
1998 januárjától a kEwl élő showban is feltűnt, majd 2000 májusától már ő vezette az élő showt, ahol vendégei voltak többek között Hans-Dietrich Genschert, Die Ärzte, Robin Williams és Herbert Grönemeyer
2001-ben az Audiosmog zenekarral vendégszerepelt, majd megjelent saját dala a Daylight In Your Eyes, mely a német Media Control slágerlistán a 36. helyen végzett. Ezt követte a When Will I Be Famous című dal. 2002 elején a ProSieben tv csatornánál Absolut Schlegl műsorával jelentkezik, majd 2003-ban a VIVA The Last Judgment műsorában mutatta meg főzőtudományát.
2004-ben Schleglet az akkori szövetségi kancellár Gerhard Schröder kinevezte arra a feladatra, hogy Németországban és nemzetközi szinten is fontos alapot teremtsen a környezet megőrzéséhez, az életminőség fejlődéséhez, mind társadalmi, mind gazdasági szinten.
A németországi Yahoo!-nak interjúkat készített színészekkel, majd a Sport Bilddel is dolgozott együtt, ahol fiatal labdarúgókkal készített interjút. Műsorvezetője volt a Vodafone által elindított első mobil Tv futballprogramban, valamint az MTV Germany által bemutatott Kick It Like Schlegl című showműsora is adásba került, és 6 epizódon át futott a zenecsatornán.
2007 elején a Deutsche Welle Clipmania kísérleti epizódjának volt a műsorvezetője, majd 2007-től 2011-ig az NDR televízión az Extra 3 politikai szatirikus műsort vezette. 2011-ben Adolf Grimme-díjra jelölték Schlegl in Action műsorát is, mely a díj különleges kategóriába sorolást kapta.
2010-ben Tobias elnyerte az NDR televíziós díját a Sehstern-t a 2009-es legjobb műsorvezetői kategóriában, az Extra 3 programban és a Schlegl akcióban műsorokért. 2011-ben Juliane Bartel Média Díjat kapott munkájáért.
2011-ben Sabine Heinrichhel együtt vezette az 1Live Krone ünnepséget, melyet a WDR 1 Live rádióban, valamint a WDR televízióban is sugároztak.

## Diszkográfia

### Albumok
| Év   | Album                                      | GER |
| ---- | ------------------------------------------ | --- |
| 2001 | Top Of The Rocks (Az Audiosmog zenekarral) | 96  |

### Kislemezek
| Év   | Dal                                             | GER |
| ---- | ----------------------------------------------- | --- |
| 1997 | Can We Talk (A Noble Savages zenekarral)        | –   |
| 2001 | When Will I Be Famous (Az Audiosmog zenekarral) | –   |
| 2001 | Daylight In Your Eyes (Az Audiosmog zenekarral) | 36  |

## Művei
- Tobias Schlegl: Zu spät? Rowohlt Verlag, 2008, ISBN 978-3-499-62390-5.